# 大林蘇乃
大林 蘇乃（おおばやし その、1910年（明治43年）2月2日 ‐ 1971年（昭和46年）5月20日）は、昭和時代の人形（桐塑人形）作家。本名は大林 園子。感情の機微を表現した創作人形を得意とした。
父は日本画家の大林千萬樹。1923年、関東大震災で被災し奈良に転居する。1940年、東京に転居し、人形作家の平田郷陽に指導を受ける。1942年、小林古径の紹介で、彫刻家の平櫛田中に師事し、人形作家の堀柳女の指導も受ける。当初は、主として文楽をテーマとした品を制作し、日本人形社展に出品していた。1947年、第3回日展に初入選。1954年、「艸の実会」を主宰して後進の指導に当たった。